# Pociejowie

Herb Waga

Pociejowie – ród szlachecki herbu własnego (Waga) w Rzeczypospolitej Obojga Narodów, związany szczególnie z ziemią brzeską, a potem województwem brzeskolitewskim, aspirujący do rangi magnaterii (szczególnie w XVII/XVIII w.). Wywodzący się od Tyszki Chodkiewicza Koroniewskiego. Nazwisko to pochodzi od imienia Hipacy, które nosił Patej Tyszkiewicz, dziadek Adama (Hipacego) Pocieja.

## Przedstawiciele
Najbardziej znani przedstawiciele w okresie I Rzeczypospolitej:
- Adam Hipacy Pociej (1541–1613) – unicki metropolita kijowski
- Jan Pociej (zm. w 1666 r.) – unicki biskup włodzimiersko-brzeski
- Leonard Gabriel Pociej (zm. w 1695 r.) – wojewoda witebski od 1686 r.
- Kazimierz Aleksander Pociej (zm. w 1728 r.) – wojewoda witebski od 1706 r.
- Ludwik Konstanty Pociej (1664–1730) – hetman wielki litewski od 1709, wojewoda wileński od 1722 r.
- Antoni Pociej (zm. w 1749 r.) – strażnik wielki litewski 1729–1748
- Aleksander Pociej (1698–1770) – wojewoda trocki od 1742 r.
- Leonard Pociej (1720–1744) – oboźny wielki litewski (1752–1771), strażnik wielki litewski (1771–1774)
- Ludwik Pociej (ok. 1726–1771) – strażnik wielki litewski (1748–1771), oboźny wielki litewski (1744–1748)
- Aleksander Michał Pociej (1774–1846) – oboźny wielki litewski

## Uproszczone drzewo genealogiczne
```
Tyszka Chodkiewicz Koroniewski
 †
XV w.
, właściciel wsi Koreniewo koło 
Kamieńca Litewskiego

  ~ NN
  └─>
Patej Tyszkiewicz

   ~ NN
    └─>
Lew Patejewicz Tyszkowicz
, dworzanin królewski 
1538
 r., 
pisarz
 królewski 
1546
 r. 
      ~ Hanna Łoza
       ├─>
Adam Hipacy Pociej
 
       │  ~  Anna 
Hołownia Ostrożecka

       │   ├─>Jan Pociej	
       │   ├─>Piotr Pociej, 
pisarz ziemski
 
brzeski litewski
 
1643
 r.	
       │   │   ~ Zofia 
Kazanowska
 
       │   │   ├─>
Jan Pociej
 (†
1666
), 
unicki
 
biskup włodzimiersko-brzeski
		
       │   │   ├─>Paweł Pociej	
       │   │   ├─>Adam Pociej	
       │   │   ├─>Sebastian Pociej	
       │   │   ├─>Stanisław Pociej	
       │   │   ├─>
Leonard Gabriel Pociej

       │   │   │ ~ Regina 
Ogińska

       │   │   │ ├─>
Ludwik Konstanty Pociej

       │   │   │ │  ~ Aniela Zahorowska
       │   │   │ │  ~ 
Emerencjanna Warszycka

       │   │   │ │  └─>Ludwika Marianna
       │   │   │ └─>
Kazimierz Aleksander Pociej

       │   │   │    ~ Anna Teresa Lettaw
       │   │   │    ~ Franciszka Chalecka	
       │   │   │     ├─>
Antoni Pociej
 (†1749), 
strażnik wielki litewski
 	  
       │   │   │     │ ~ Rozalia Zahorowska
       │   │   │     │ └─>Ludwika Honorata Pociej, ż. 
Stanisława Lubomirskiego
	
       │   │   │     ├─>
Aleksander Pociej

       │   │   │     │  ~ Teresa Woyna Jasienicka
       │   │   │     │  ├─>Anna Pociej (1720–1788), ż. 
Józefa Skumina Tyszkiewicza

       │   │   │     │  ├─>
Ludwik Pociej
	
       │   │   │     │  │   ~ Wiktoria Potocka, c. 
Stanisława Potockiego

       │   │   │     │  ├─>
Leonard Pociej
 (1720-14 VII 
1744
), 
oboźny wielki litewski
 
1752
–
1771
 r., 
strażnik wielki litewski
 1771-
1774

       │   │   │     │  │   ~ Maria Aleksandra Radziwiłł, c. 
Albrychta Radziwiłła

       │   │   │     │  │     └─> 
Aleksander Michał Pociej
, oboźny wielki litewski 
1793
 r.      
       │   │   │     │  │        ~ Anna Korzeniowska	
       │   │   │     │  │         ├─>Teodor Pociej	
       │   │   │     │  │         └─>Idalia Pociej, ż. Adama Lwa Sołtana	
       │   │   │     │  └─>Karolina Pociej, ż. 
Stanisława Radziwiłła
	
       │   │   │     ├─>Michał Pociej (†1787), starosta rohaczewski, starosta żyżmorski	  	
       │   │   │     ├─>Barbara Pociej (XVIII w.), ż. Józefa Brzostowskiego	
       │   │   │     └─>Teresa Pociej, ż. 
Ignacego Humieckiego

       │   │   ├─>Samuel Pociej, 
skarbnik
 brzeski litewski	  	
       │   │   ├─>Kazimierz Pociej	
       │   │   ├─>Piotr Pociej	
       │   │   ├─>Teodor Pociej	
       │   │   ├─>Wacław Pociej	
       │   │   ├─>Lew Pociej	
       │   │   └─>Krystyna Pociej (XVII w.), ż. Kazimierza Władysława Korsaka
       │   ├─>Krzysztof Pociej	
       │   ├─>Aleksandra Pociej	
       │   ├─>NN Pociejówna	
       │   └─>Katarzyna Pociej	(ok. 
1600
-po 
1645
, ż. 
Rafała Leszczyńskiego

       ├─>Fiodor Pociej Korzeniowski
       │   ~ Anna Irzykowicz
       │   └─> Krystyna Pociej (†16 XII 1643), ż. 
Fryderyka Sapiehy
 
       └─>Lew Pociej
```

## Herb Pociejów

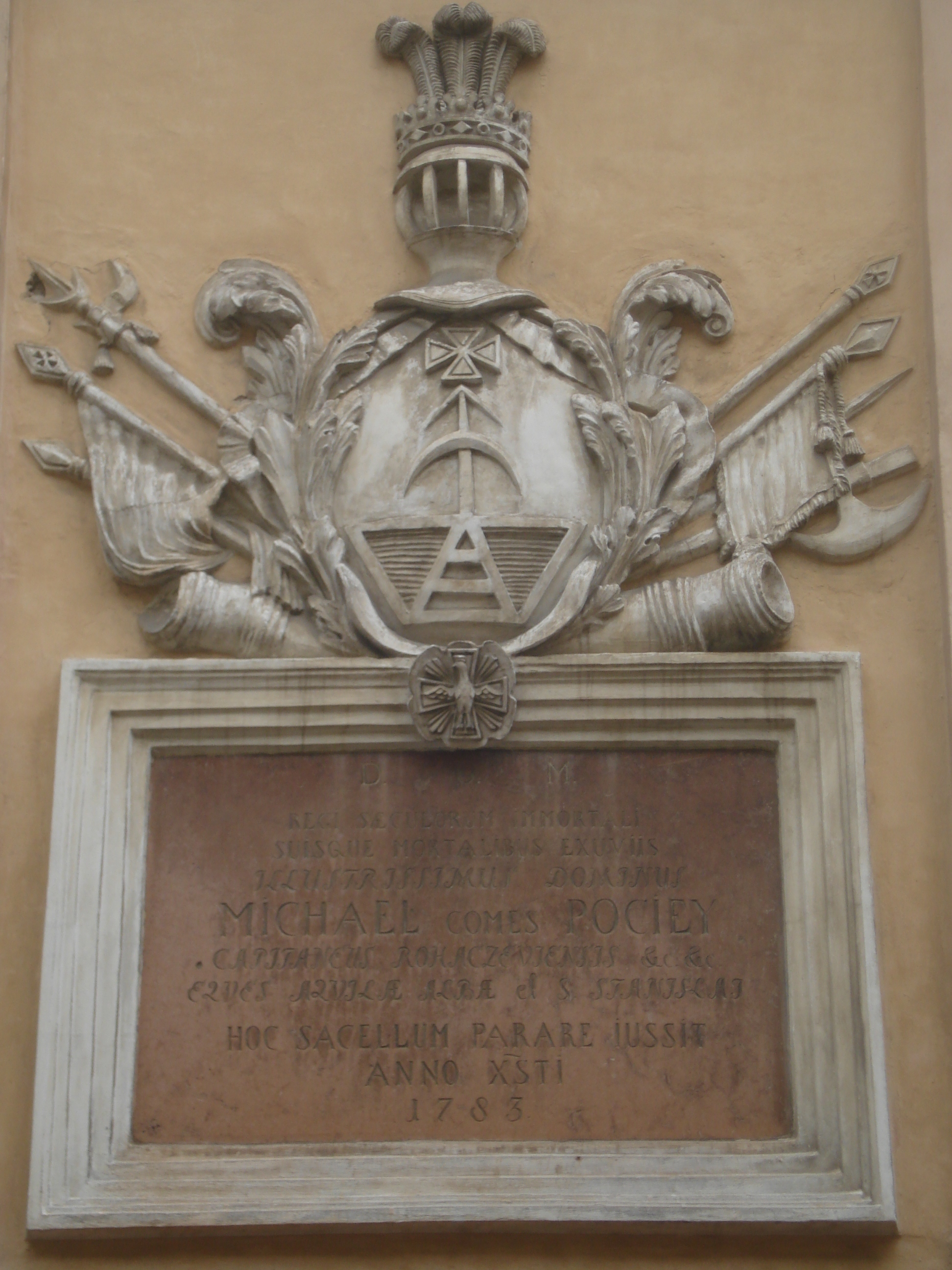
Herb Pociejów na ścianie kościoła św. Teresy w Wilnie

Ród Pociejów używał herbu własnego uznawanego za odmianę herbu Waga bądź nazywanego herbem Pociej. Herb Pociej sam w sobie miał kilka odmian używanych przez poszczególnych przedstawicieli rodu.

## Zobacz też

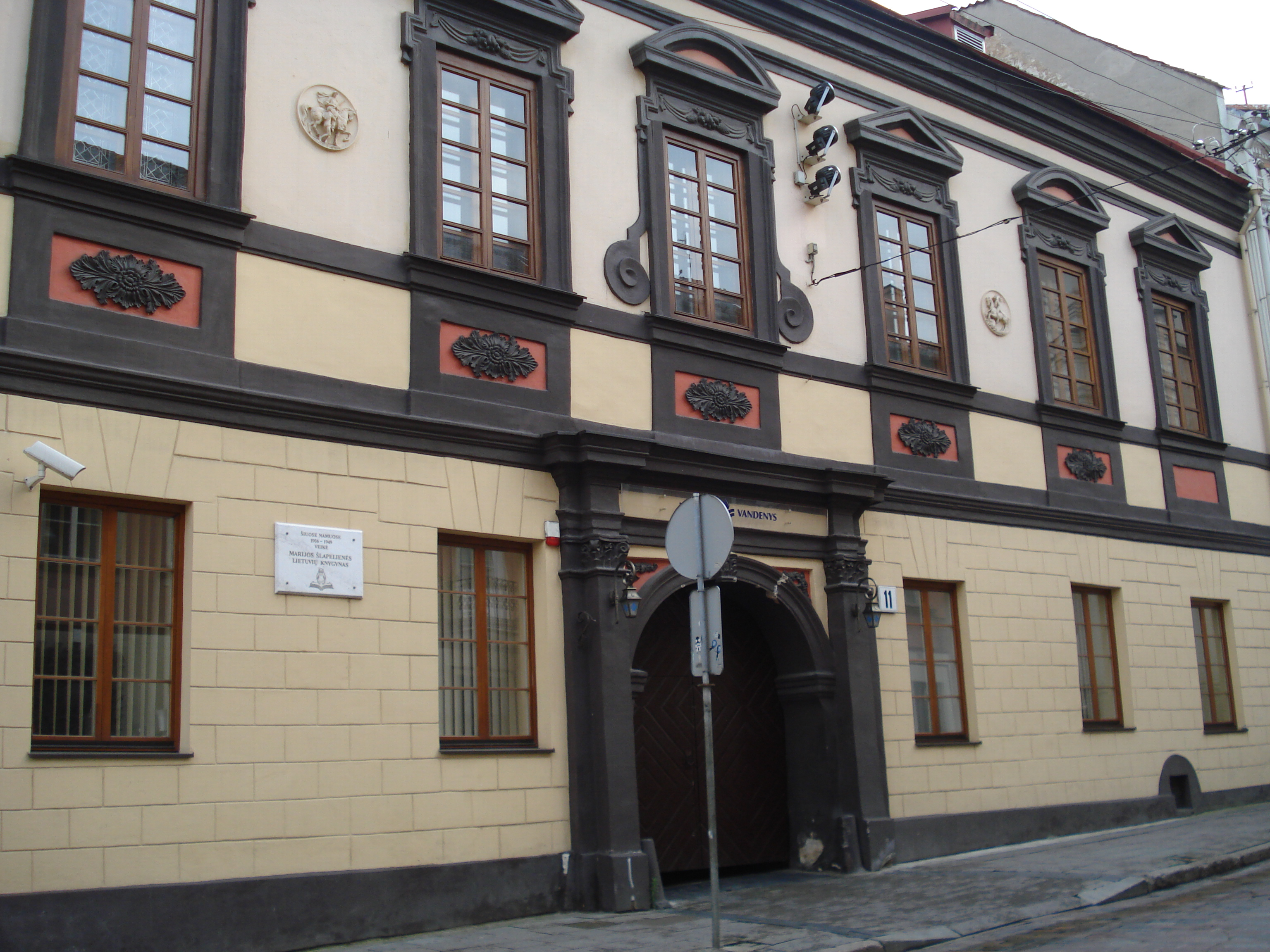
Pałac Pociejów w Wilnie